# Kiều Chinh
Kiều Chinh (tên khai sinh là Nguyễn Thị Chinh, sinh 3 tháng 9 năm 1937 tại Hà Nội ) là nữ diễn viên nổi tiếng ở miền Nam Việt Nam trước năm 1975 và từng tham gia trong một số phim của Hollywood.

## Cuộc đời và sự nghiệp
Kiều Chinh là nữ diễn viên chính trong cuốn phim Hồi chuông Thiên Mụ (1957). Sau đó, Kiều Chinh mau chóng trở thành một trong những người nổi tiếng ở Việt Nam. Trong thập niên 1960, bà cũng xuất hiện trong các cuốn phim của Hoa Kỳ như A Yank in Vietnam (1964) và Operation C.I.A. (1965) (diễn chung với Burt Reynolds). Kiều Chinh là diễn viên chính và cũng là người sản xuất bộ phim về chiến tranh Người tình không chân dung (1971), cuốn phim sau này đã được tái bản và trình chiếu trong Đại hội Điện ảnh Việt Nam Quốc tế (Vietnamese International Film Festival) tại Hoa Kỳ năm 2003.
Năm 1975, khi Kiều Chinh đang thực hiện cuốn phim Full House ở Singapore thì Sài Gòn thất thủ. Kiều Chinh cùng chồng di cư Hoa Kỳ, nơi cô tiếp tục sự nghiệp diễn xuất của mình trong bộ phim M*A*S*H (1977), bộ phim gần như dựa trên câu chuyện về cuộc đời cô.
Kiều Chinh cũng xuất hiện trên các bộ phim truyền hình như The Children of An Lac (1980), The Letter (1982), The Girl Who Spelled Freedom (1986), cũng như trong các phim truyện khác như Hamburger Hill (1987), Gleaming the Cube (1988), Catfish in Black Bean Sauce (1999), What's Cooking (2000), Face (2002) và Returning Lyly (2002).
Năm 1993, Kiều Chinh vào vai Suyuan, một phụ nữ trong cuốn phim The Joy Luck Club của Wayne Wang. Năm 2005, Kiều Chinh vào vai một người bà với hình ảnh người phụ nữ Việt Nam tiêu biểu trong cuốn phim Vượt sóng, có tên tiếng Anh là Journey from the Fall của đạo diễn Trần Hàm. Vượt Sóng là cuốn phim đầu tiên và có ngân sách lớn nhất nói về người tỵ nạn Việt Nam, cuốn phim theo dấu các gia đình Việt Nam sau khi chiến tranh kết thúc, về các trại cải tạo, về kinh nghiệm của các thuyền nhân và những khó khăn ban đầu khi họ được định cư tại Hoa Kỳ.
Năm 1996, Viện Khoa học và Nghệ thuật Truyền hình Mỹ (Academy of Television Arts and Sciences) đã trao giải Emmy cho phim tài liệu Kieu Chinh: A Journey Home của đạo diễn Patrick Perez / KTTV. Năm 2003, tại Đại hội Điện ảnh Việt Nam Quốc tế (Vietnamese International Film Festival), Kiều Chinh được trao giải thưởng Thành tựu Suốt đời (Lifetime Achievement Award). Cũng trong năm 2003, tại Liên hoan phim Phụ nữ (Women's Film Festival) ở Torino, Ý, Kiều Chinh được trao giải Diễn xuất Đặc biệt (Special Acting Award).
Kiều Chinh từng xuất hiện là khách mời của Trung tâm Thúy Nga qua chương trình Paris By Night 100 - Ghi Nhớ Một Chặng Đường và Paris By Night 102 - Nhạc Yêu Cầu: Tình Ca Lam Phương. Năm 2013, bà tiếp tục xuất hiện trong chương trình kỷ niệm 30 năm series Paris By Night.
Ngày 15 tháng 3 năm 2021, tại thành phố Los Angeles, bang Califonia, Hoa Kỳ, Kiều Chinh đã vinh dự nhận giải thưởng Thành tựu trọn đời do Ban tổ chức Liên hoan phim Thế giới Châu Á (AWFF) trao tặng. Tháng 8 cùng năm, bà xuất hiện sự kiện Le Gala Du Cœur - Gửi Tình Thương Về Sài Gòn của đài VietFaceTV.

## Những phim tham gia
- Hồi chuông Thiên Mụ (1957)
- Mưa rừng (1962)
- Chuyện năm Dần (Year Of The Tiger / A Yank in Viet-Nam), 1964
- Destination Việt Nam ??
- Điệp vụ CIA (Operation C.I.A.), 1965
- The Evil Within (1970)
- Người tình không chân dung (1971)
- Bão tình (1972)
- Chiếc bóng bên đường (1973)
- Chờ sáng
- Inside Out
- Hè muộn
- Hồng yến
- MASH
- Ngàn năm mây bay
- Từ Sài Gòn đến Điện Biên Phủ
- Hamburger Hill (1987)
- Vietnam, Texas (1990)
- The Joy Luck Club (1993)
- What's Cooking? (2000)
- Green Dragon (Rồng xanh) (2001)
- Vượt sóng (2006)
- Đoạt hồn (2014)
- Chrysalis (2025)
- Control Break (2025)